# Ferenc Borvendég
Dans le nom hongrois Borvendég Ferenc, le nom de famille précède le prénom, mais cet article utilise l’ordre habituel en français Ferenc Borvendég, où le prénom précède le nom.
Ferenc Borvendég, né le 17 novembre 1876 à Ács et mort le 20 novembre 1934 à Budapest, est un homme politique hongrois, bourgmestre principal de Budapest en 1934.